# Lathrothele mitonae
Lathrothele mitonae is een spinnensoort uit de familie van de Ischnothelidae. De wetenschappelijke naam van de soort werd voor het eerst geldig gepubliceerd in 2013 door Bäckstam, Drolshagen en Seiter.
De soort komt voor in Gabon.